# Bayerische Ostbahnen

Die von der Bayerischen Ostbahn bis zum 10. Mai 1875 eröffneten Bahnstrecken

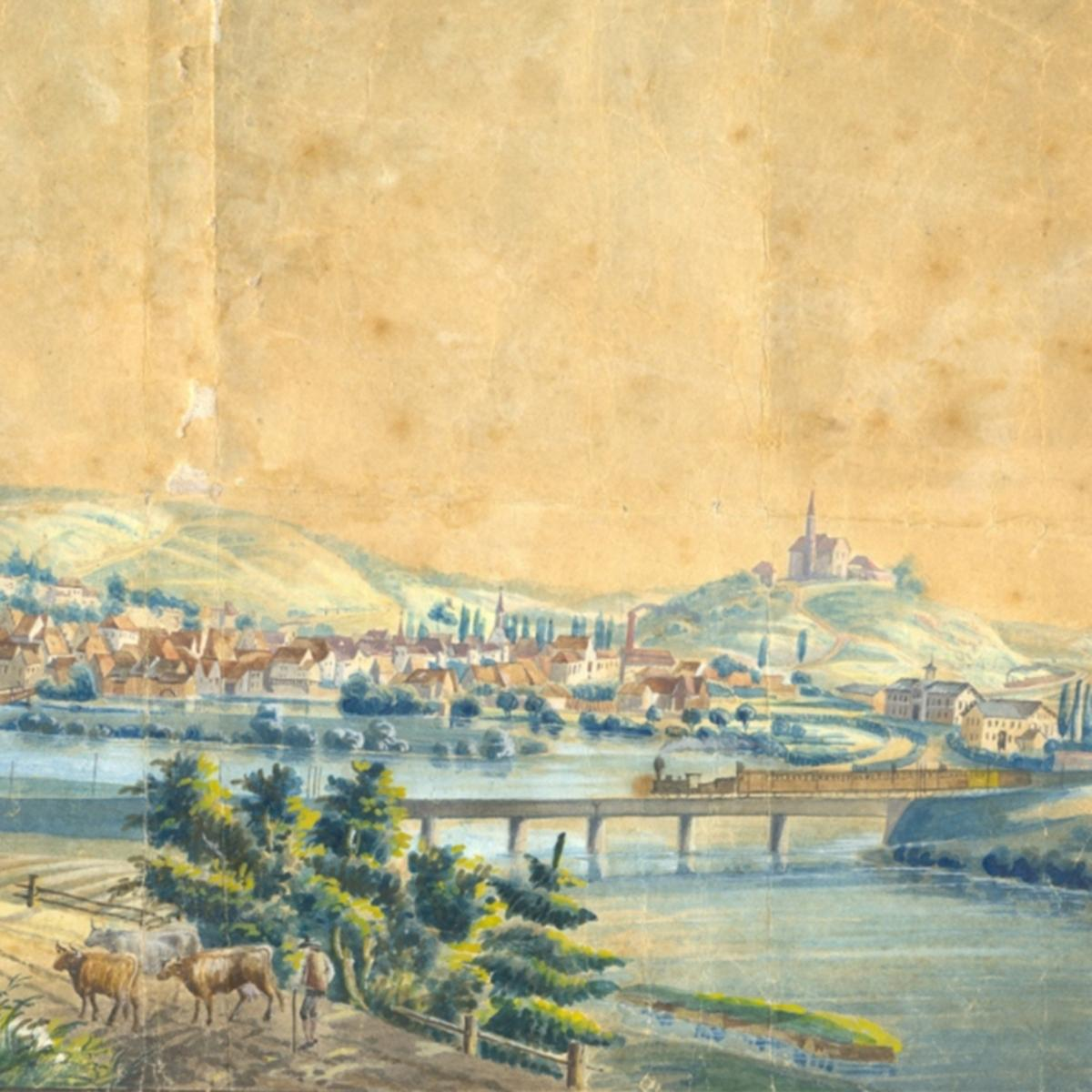
Ansicht von Schwandorf mit der Strecke im Vordergrund (um 1860)

Die königlich privilegierte Actiengesellschaft der bayerischen Ostbahnen, kurz: B.O.B. war ein 1856 gegründetes Eisenbahnunternehmen in Bayern. Die später als Bayerische Ostbahnen bekanntgewordene Gesellschaft erbaute und betrieb ein Netz von Eisenbahnstrecken im östlichen Teil von Bayern.

## Geschichte

### Vorgeschichte
Die beiden ersten bayerischen Bahnstrecken, die Ludwigseisenbahn zwischen Nürnberg und Fürth und die Bahnstrecke München–Augsburg, wurden privat durch Aktiengesellschaften finanziert. Für größere Strecken aber fehlte entsprechendes, privates Kapital, so dass der Staat in den Bau und Betrieb der Bahn einstieg. So kamen die Ludwig-Süd-Nord-Bahn und die Ludwigs-Westbahn zustande, zudem wurde die München-Augsburger Eisenbahn-Gesellschaft 1844 verstaatlicht. Damit war der staatliche Kreditrahmen ausgeschöpft. Da der Landtag Finanzgesetzen und auch der Kreditaufnahme zustimmen musste, erlangte er bei Darlehensbedarf der Regierung politisch zusätzliches Gewicht, was die Regierung vermeiden wollte. Das führte zu einem erneuten Richtungswechsel der Politik, die nun wieder auf nicht-staatliche Finanzierung neuer Bahnstrecken setzte. Zum einen wurde dafür das Instrument der Pachtbahnen geschaffen. Zum anderen entstand für die bis dahin vom Schienenverkehr weitgehend unberührten Gebiete Oberpfalz und Niederbayern die privatrechtlich organisierte B.O.B.

### Gründung
Damit das möglich wurde, beschloss der Landtag am 19. März 1856 ein Gesetz, das in Bayern wieder die Gründung privater Eisenbahngesellschaften zuließ und deren Gründung durch staatliche Zinsgarantien für den Eisenbahnbetrieb förderte.
Das Vorhaben fand großen Anklang in Finanzkreisen. Das Bankhaus M. A. Rothschild & Söhne, die Königliche Bank Nürnberg, das Bankhaus Hirsch, das Bankhaus Eichthal, Fürst Maximilian Karl von Thurn und Taxis aus Regensburg, Theodor von Cramer-Klett aus Nürnberg, der eine „Wagonbauanstalt“ (Vorläufer der MAN) betrieb, und zahlreiche Privatleute, Kaufleute und Fabrikbesitzer aus der Region gründeten die Königlich privilegierte Actiengesellschaft der bayerischen Ostbahnen und stellten ihr ein Startkapital von 60 Millionen Gulden für den Bau und die erforderlichen Fahrzeuge zur Verfügung. König Maximilian II. von Bayern erteilte der Gesellschaft am 12. April 1856 die Konzession „… zum Baue und Betriebe der Eisenbahnen von Nürnberg über Amberg nach Regensburg, von München über Landshut an die Donau, von Regensburg über Straubing und Passau an die Landesgrenze, von der Amberg-Regensburger Linie bei Schwandorf an die Landesgrenze bei Furth gegen Pilsen …“
Direktor der Gesellschaft wurde der Eisenbahnpionier Paul Camille von Denis (1795–1872), vorher Betriebsdirektor der Pfälzischen Ludwigsbahn-Gesellschaft – die Pfalz gehörte damals zum Königreich Bayern. Denis hatte schon 1835 die Ludwigseisenbahn von Nürnberg nach Fürth errichtet und anschließend in anderen deutschen Staaten erste Eisenbahnstrecken gebaut. Denis gelang es, innerhalb von nur fünfeinhalb Jahren die in der Konzession genannten Strecken betriebsfertig zu bauen – wobei die ersten schon drei Jahre nach Konzessionserteilung in Betrieb gingen – und dabei um 17,3 Millionen Gulden unter den mit 60 Millionen Gulden veranschlagten Kosten blieben. Mitverantwortlich für die erfolgreiche Durchführung dieses Bahnprojekts war Heinrich von Hügel (1828–1899), dem als „Direktions-Architekten“ die Bauplanung und -aufsicht oblag.

### Strecken

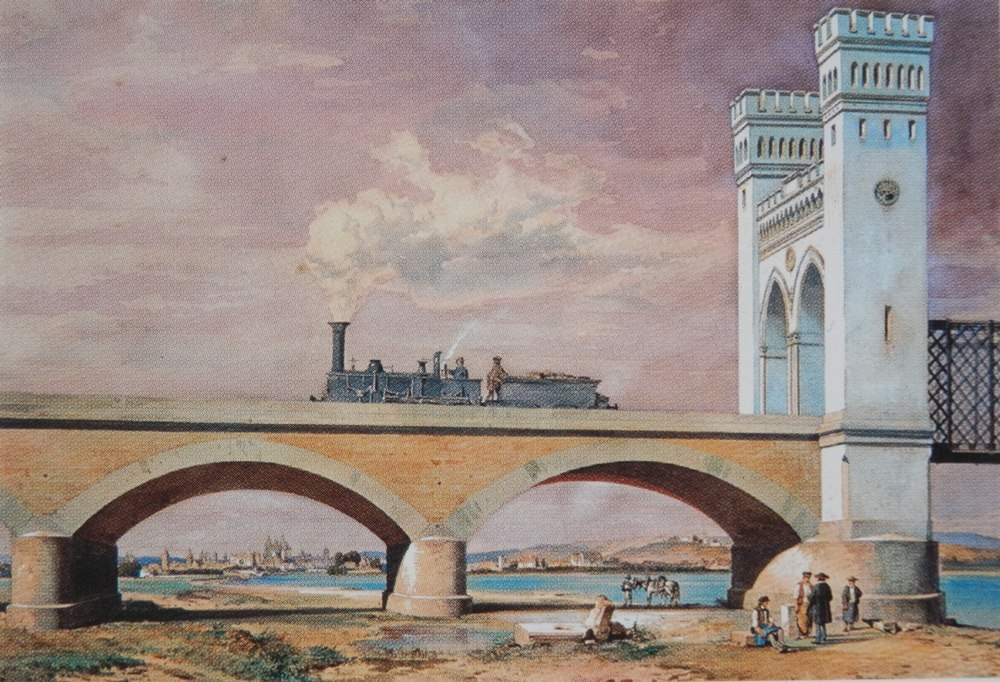
Eisenbahnbrücke bei Regensburg (Aquarell von Albert Emil Kirchner, 1859)

#### Bau
Auf der ersten Strecke von der Landeshauptstadt München über Freising zur niederbayerischen Hauptstadt Landshut (71 km) begann der Personen- und Güterverkehr am 3. und 15. November 1858. In München hatte die Ostbahn einen eigenen Bahnhof an der Stelle des heutigen Starnberger Flügelbahnhofs. Die Strecke verlief dabei, entgegen der heutigen Streckenführung, östlich von Schloss Nymphenburg direkt in Richtung Norden nach Feldmoching. Ein Jahr später, am 12. Dezember 1859, ging auch die Verlängerung der Strecke über Neufahrn und Geiselhöring einerseits bis Straubing und andererseits bis Regensburg in Betrieb. Am gleichen Tag wurde auch der durchgehende Verkehr zwischen Nürnberg und Regensburg (über Hersbruck) aufgenommen. Zwei internationale Verbindungen gehörten ebenfalls zum in der Konzession vorgeschriebenen Programm der B.O.B.: Der Anschluss in Passau an die österreichische Kaiserin Elisabeth-Bahn (KEB) und bei Furth im Wald an die Böhmische Westbahn nach Prag.
Nachdem das Grundnetz, zu dessen Errichtung die Aktiengesellschaft sich verpflichtet hatte, nach fünfeinhalb Jahren erstellt worden war, kam es nach einer mehrjährigen Investitionspause auf Grund einer Konzession vom 3. August 1869 zu weiteren Streckenneubauten (siehe Übersicht). Dazu gehörten drei Strecken, die Umwege abkürzten, die im Ausgangsnetz gebaut worden waren, um einerseits Streckenabschnitte gemeinsam nutzen zu können und so Streckenkilometer zu sparen, und andererseits möglichst viele Gemeinden an die Bahn anzuschließen, was aber schnellen und kostengünstigen Durchgangsverkehr behinderte. Dies betraf vor allem die Verbindung Nürnberg–Regensburg–Passau und Landshut–Regensburg. Außerdem erhielt die B.O.B. 1872 die Konzession für eine vierte Verbindung ins benachbarte Österreich (die dritte, nach Eger war 1865 eröffnet worden), über Eisenstein nach Pilsen. Diese wurde aber erst nach der Verstaatlichung der B.O.B. in Betrieb genommen. Das Gleiche gilt auch für die 41,6 km lange Verbindung Mühldorf–Pilsting(–Plattling).

#### Übersicht
| Strecke                                  | Wikipedia-Lemma                                                                               | Länge in km | Eröffnung                                                                                                | Anmerkung |
| ---------------------------------------- | --------------------------------------------------------------------------------------------- | ----------- | --- | --- |
| München–Regensburg                       | Bahnstrecke München–Regensburg Bahnstrecke Neufahrn–Radldorf Bahnstrecke Passau–Obertraubling | 152,3       | 3. November 1858 München–Landshut (Bay) Hauptbahnhof 12. Dezember 1859 Landshut–Geiselhöring–Regensburg  | |
| Nürnberg–Regensburg                      | Bahnstrecke Nürnberg–Irrenlohe Bahnstrecke Regensburg–Weiden                                  | 136,2       | 9. Mai 1859 Nürnberg–Hersbruck 12. Dezember 1859 Hersbruck–Schwandorf–Regensburg                         | Die Bautagebücher des Streckenabschnittes Regensburg–Schwandorf befinden sich im Besitz des Stadtarchives von Regensburg. |
| Geiselhöring–Passau (Landesgrenze)       | Bahnstrecke München–Regensburg Bahnstrecke Neufahrn–Radldorf Bahnstrecke Passau–Obertraubling | 109,8       | 12. Dezember 1859 Geiselhöring–Straubing 20. September 1860 Straubing–Passau (Landesgrenze)              | |
| Schwandorf–Furth im Wald                 | Bahnstrecke Schwandorf–Furth im Wald                                                          | 67,2        | 7. Januar 1861 Schwandorf–Cham Cham–Furth im Wald                                                        | |
| Nürnberg–Regensburg                      | Bahnstrecke Regensburg–Nürnberg                                                               | 100,6       | 1. Dezember 1871 Nürnberg–Neumarkt 15. Mai 1873 Regensburg–Seubersdorf 1. Juli 1873 Seubersdorf–Neumarkt | |
| Sünching–Straubing                       | Bahnstrecke Passau–Obertraubling                                                              | 16,2        | 1. Juli 1873                                                                                             | Linienbegradigung in der Relation Regensburg–Passau                                                                       |
| Neufahrn in Niederbayern–Obertraubling   | Bahnstrecke München–Regensburg                                                                | 31,4        | 6. August 1873                                                                                           | Linienbegradigung in der Relation München–Regensburg                                                                      |
| Schwandorf–Bayreuth                      | Bahnstrecke Regensburg–Weiden Bahnstrecke Weiden–Bayreuth                                     | 100,7       | 1. Oktober 1863 Schwandorf–Weiden (Oberpfalz) 1. Dezember 1863 Weiden–Bayreuth                           | |
| Weiden–Eger (Cheb)                       | Bahnstrecke Weiden–Oberkotzau Bahnstrecke Wiesau–Cheb                                         | 58,8        | 15. August 1864 Weiden–Mitterteich 15. Oktober 1875 Mitterteich–Eger                                     | |
| Wiesau–Tirschenreuth                     | Bahnstrecke Wiesau–Bärnau                                                                     | 11,0        | 12. Dezember 1872                                                                                        | |
| Weiden–Neukirchen bei Sulzbach-Rosenberg | Bahnstrecke Neukirchen–Weiden                                                                 | 51,5        | 15. Oktober 1875                                                                                         | |
| Mühldorf am Inn–Pilsting                 | Bahnstrecke Mühldorf–Pilsting                                                                 | 59,4        | 15. Oktober 1875                                                                                         | |
| Plattling–Bayerisch Eisenstein           | Bahnstrecke Plattling–Bayerisch Eisenstein                                                    | 62,7        | 16. September 1877 Plattling–Ludwigsthal 15. November 1877 Ludwigsthal–Eisenstein                        | Von der Ostbahn begonnen, aber erst nach Verstaatlichung eröffnet.                                                        |

Der Bau von zwei kurzen Hafenbahnen an die Donauländen in Regensburg und Passau erfolgte aufgrund einer ergänzenden Konzession vom 3. Januar 1862.

### Verstaatlichung
Mit zunehmender Verdichtung der Netze wurden die Königlich Bayerischen Staatseisenbahnen und die Ostbahn zunehmend Konkurrenten, vor allem im Verkehr mit Österreich/Böhmen. Die Abneigung der Politik gegen Staatsbahnen – die mit zur Gründung der privaten Ostbahn geführt hatte – schwand zunehmend, seit die Staatsbahn erhebliche wirtschaftliche Gewinne erzielte. Infolge des Gründerkrachs von 1873 verschlechterte sich die wirtschaftliche Lage der Ostbahn, sodass 1874 erstmals eine Inanspruchnahme der staatlichen Zinsgarantie drohte. All das führte zum Entschluss des Staates, die Privatbahn zu übernehmen. Mit Gesetz vom 15. April 1875 verstaatlichte er die Ostbahn und vereinigte sie zum 1. Januar 1876 mit den Königlich Bayerischen Staatseisenbahnen. Die Bayerische Ostbahn verfügte zu diesem Zeitpunkt über ein Streckennetz von 905 km Länge. Sie hatte ein Grundkapital von 80 Millionen Gulden. Zur Finanzierung der Übernahme verausgabte das Königreich Bayern vierprozentige Schuldverschreibungen im Umfang von 167 Millionen Mark. Ferner übernahm es von der Gesellschaft deren Prioritätsobligationen im Gegenwert von etwa 40 Millionen Mark. Die Aktionäre erhielten für eine Aktie im Nennwert von 200 Gulden eine staatliche Schuldverschreibung von 400 Mark.

## Lokomotiven und Wagen
Sämtliche angeschafften Lokomotiven wurden von J. A. Maffei in München gebaut, da der Firmenchef am Grundkapital der Ostbahn maßgeblich beteiligt war. Aus dem Grundkapital hatte die Gesellschaft 6,6 Millionen Gulden für die Anfangsbeschaffung von Fahrzeugen vorgesehen. Neben den Lokomotiven war der Kauf von 200 Personenwagen, 30 Gepäckwagen und 720 gedeckten Güterwagen sowie 398 offenen Güterwagen für verschiedene Einsatzzwecke eingeplant.

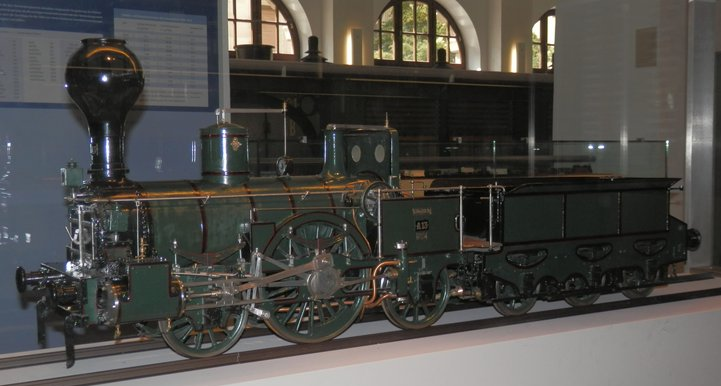
Modell der Ostbahn-Lok A 13 von 1859 im Verkehrsmuseum Nürnberg

Ab Dezember 1857 beschaffte die Gesellschaft für den schnellen Personenverkehr Crampton-Lokomotiven (Klasse A) mit der Achsfolge 2A. Diese zwölf Maschinen hatten Laufräder von 1219 mm und Treibräder von 1829 mm Durchmesser. Ab 1859 wurden weitere zwölf Maschinen mit der Achsfolge 1A1 bei Maffei gekauft. Sämtliche Maschinen wurden ab 1869 auf die Achsfolge 1B umgebaut und in die Klasse B eingestellt.
In der Anfangszeit fuhr man noch keine reinen Güterzüge, sondern hängte die Güterwagen an die Personenzüge. Für diese gemischten Züge und späteren reinen Personenzüge wurden über viele Jahre insgesamt 85 Lokomotiven der Klasse B mit der Achsfolge 1B angeschafft.
Erst ab 1862 beschaffte die Gesellschaft als Klasse C dreifach gekuppelte Maschinen der Achsfolge C mit anfangs großen Raddurchmessern von 1524 mm. Insgesamt wurden 64 derartige Lokomotiven mit unterschiedlichen Radgrößen, später vorwiegend mit 1253 mm Durchmesser, gekauft, die ab 1867 auch die reinen Güterzüge beförderten.
Als Lokomotiven der Klasse D wurden die Tenderlokomotiven geführt, von denen die Ostbahn insgesamt zwölf Stück beschaffte und zwei von der Deggendorf-Plattlinger Eisenbahn übernahm.
| Reihe | Stückzahl | Bauart | geliefert | bei Staatsbahn | abgestellt |
| ----- | --------- | ------ | --------- | -------------- | ---------- |
| A     | 12        | 2A n2  | 1857–58   | B IX*          | 1902–08    |
| A     | 12        | 1A1 n2 | 1859      | B IX*          | 1902–08    |
| B     | 66        | 1B n2  | 1858–66   | B V            | 1900–11    |
| B     | 19        | 1B n2  | 1873–75   | B IX           | 1907–12    |
| C     | 12        | C n2   | 1862–63   | C II           | 1899–06    |
| C     | 52        | C n2   | 1867–75   | C III          | 1921–24    |
| D     | 12        | B n2t  | 1867–71   | D IV           | 1895–24    |
| D     | 2         | B n2t  | 1866      | D II           | 1895       |
| E     | 2         | B n2   | 1869      | B V            | 1900–08    |

/*nach Umbau um 1870 in 1B n2 Maschinen.